# Quartz (Website)
Quartz ist ein 2012 in New York City gegründetes Internetportal für Wirtschaftsnachrichten. Sitz der Zentrale ist New York City, mit Niederlassungen in Indien und Afrika. 

## Beschreibung
2012 startete Quartz seine Website qz.com, deren Inhalt in erster Linie Nutzer von Mobilgeräten und Tablets ansprechen soll. An der Gründung waren Teammitglieder von Nachrichtenmedien wie Bloomberg.com, The Economist, The New York Times und dem Wall Street Journal beteiligt. Nach eigenen Angaben berichtet das Quartz-Team aus 115 Ländern in 19 Sprachen.
Die Zentrale des Unternehmens befindet sich in New York City. Außerdem gibt es Korrespondenten und Reporter unter anderem in Los Angeles, Washington, D.C. London, Hongkong, Indien und Thailand. 2014 expandierte Quartz nach Indien und gründete das Portal Quartz India. 2015 folgte Quartz Africa.
Zielgruppe sind gut verdienende Digital Natives. Sechzig Prozent der Lesezugriffe auf die Website erfolgen über mobile Geräte. Vierzig Prozent der Zugriffe stammen von Nutzern außerhalb der Vereinigten Staaten.
Das Unternehmen bot ursprünglich frei verfügbare digitale Informationen an, im Jahr 2018 wurde eine bezahlte Mitgliedschaft eingeführt und im Jahr 2019 entstand eine Paywall. Nicht zahlenden Benutzern war es seitdem nur noch möglich, fünf Artikel pro Monat kostenlos zu lesen.
Im Jahr 2015 etablierte das Internetportal Quartz die Diagrammerstellungsplattform Atlas,
mit der seine Diagramme kreiert werden. Dieses Tool wird auch von anderen Medienunternehmen, unter anderem CNBC, FiveThirtyEight, NBC News, New Hampshire Public Radio, NPR, The New Yorker, The Press-Enterprise, CEOWORLD Magazine und dem Wall Street Journal verwendet.
Quartz hat außerdem zwei vertikale Portale auf den Markt gebracht: im Oktober 2017 Quartz at Work mit den Themenbereichen Karriere und Arbeitsplatz und im November 2017 Quartzy für Kultur und Lifestyle.
Laut dem Marketingdienstleister AdAge erwirtschaftete Quartz im Jahr 2016 einen Umsatz von 30 Millionen US-Dollar und beschäftigte 175 Mitarbeiter. 2017 betrug der Umsatz aufgrund von rückläufigen Werbeeinnahmen nur noch 27,6 Mio. US-Dollar.
Im August 2017 hatte die Quartz-Website qz.com mehr als 22 Millionen Einzelbesuche. Mehr als 700.000 Menschen abonnieren einen der E-Mail-Newsletter von Quartz.
Im Juli 2018 wurde Quartz an das japanische Medienunternehmen Uzabase verkauft. Der Kaufpreis sollte bezüglich der 6 Monate bis Jahresende 2018 erfolgsabhängig zwischen 75 und 110 Mio. US-Dollar betragen.
Der globale Alexa-Rank von qz.com im September 2019 war 3269. Seitdem verlor das Portal an Bedeutung und war im August 2022 laut Similarweb nur noch auf Platz 20.600.
Im April 2022 wurde die Seite an  G/O Media verkauft.